# 南洋門站
南洋門站（英語：Nanyang Gateway Station，代號：JW3）是新加坡地鐵裕廊區域線上的車站，位于新加坡本岛西部集水區规划区。车站预计将于2029年启用。